# Lubomira Broniarz-Press
Lubomira Broniarz-Press (ur. 13 maja 1946 w Poznaniu, zm. 31 sierpnia 2018) – polska chemiczka, prof. dr hab.

## Życiorys
Jej rodzicami byli Jarogniew Broniarz i Cecylia Hoffmann. W 1977 uzyskała doktorat na podstawie rozprawy zatytułowanej Badanie wpływu szorstkości powierzchni na wnikanie masy w fazie ciekłej, a 12 października 1993 habilitację dzięki pracy pt. Intensyfikacja procesów wymiany metodą pasywnej turbulizacji strugi. 23 grudnia 2010 została profesorem nauk technicznych. Była nauczycielem akademickim Politechniki Poznańskiej, a także pełniła funkcję kierownika w Zakładzie Inżynierii i Aparatury Chemicznej.